# Alice Wood
Alice Wood (geboortenaam: Barnes) (Oxford, 17 juli 1995) is een Brits voormalig wielrenster.

## Carrière
Barnes rijdt sinds 2023 voor de Amerikaanse wielerploeg Human Powered Health. Ze fietste in 2016 en 2017 bij Drops Cycling Team en vanaf 2018 vijf jaar bij Canyon-SRAM.

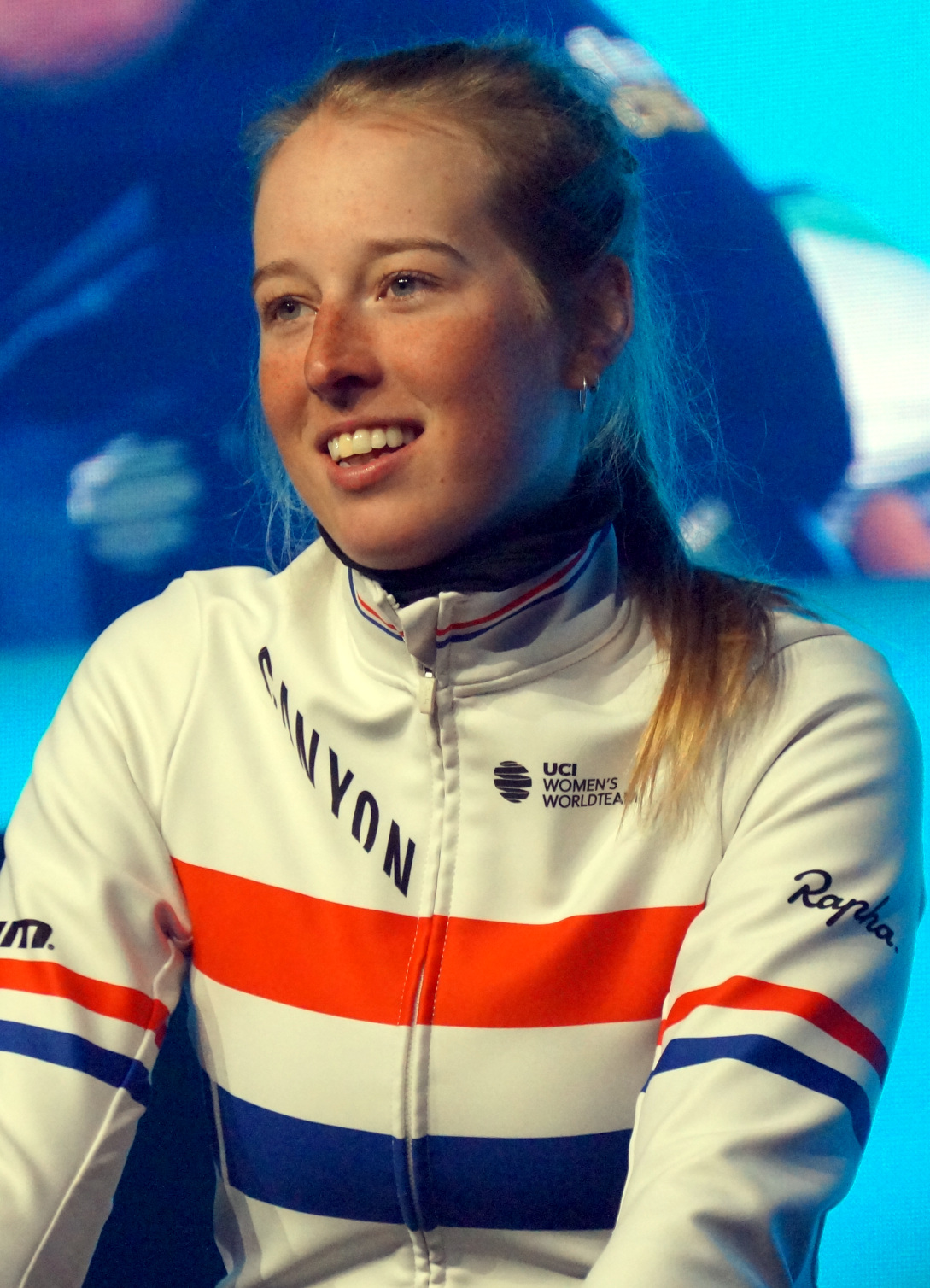
Barnes in de nationale kampioenstrui.

Ze is actief op de weg, in het veld en op de mountainbike. In de laatste twee disciplines werd ze in 2013 Brits kampioene bij de junioren. Zowel in 2015 als in 2016 won ze zilver tijdens het Brits kampioenschap wielrennen op de weg bij de elite en won daardoor beide keren de nationale titel voor beloften; de laatste keer was haar zus Hannah kampioen bij de elite. In 2019 werd Alice Barnes Brits kampioene op de weg en in het tijdrijden.

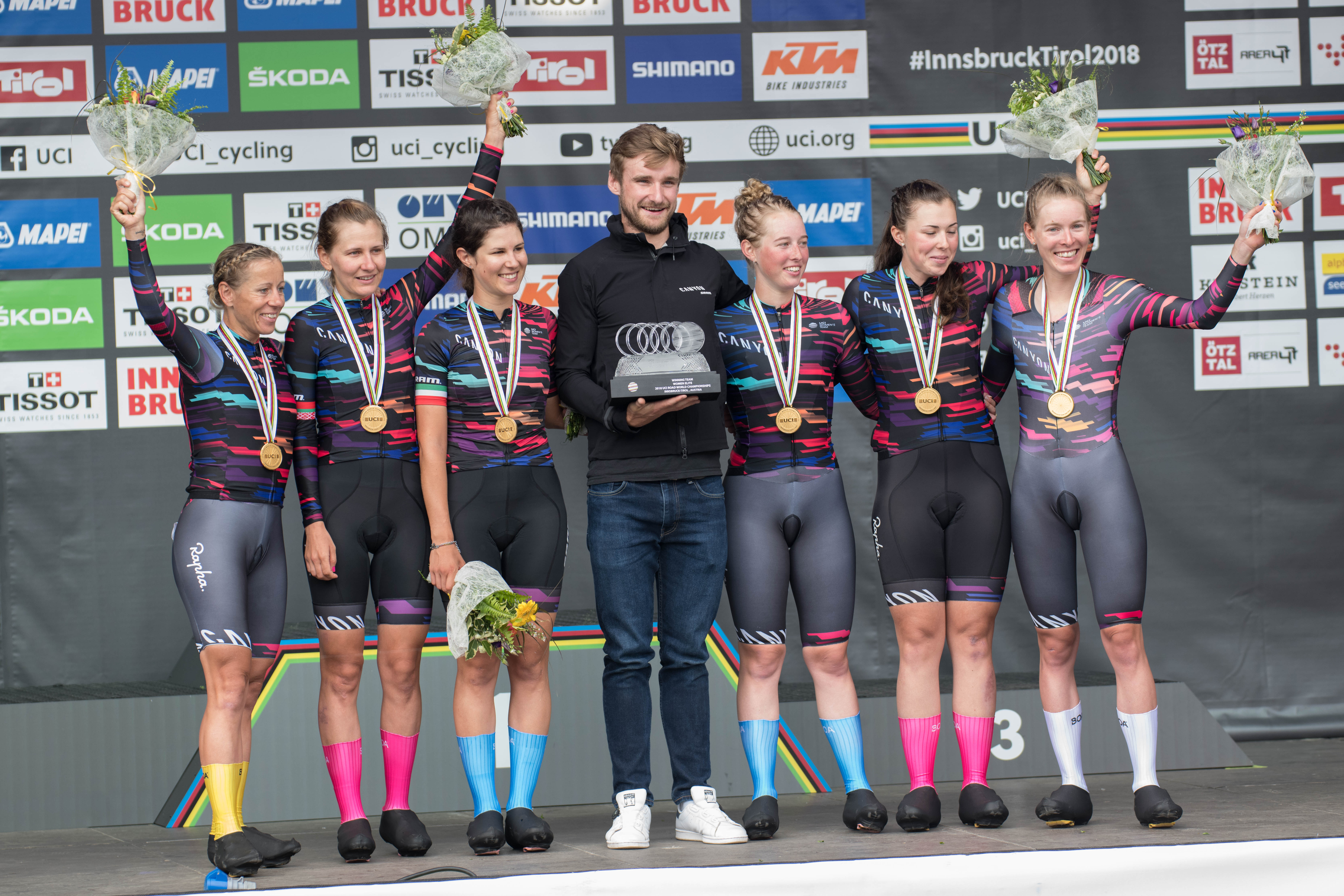
WK ploegentijdrijden in Innsbruck.

Alice Barnes werd tweede in de derde etappe in The Women's Tour 2017 en droeg enkele dagen de trui van 'beste Britse', maar werd in dat klassement uiteindelijk verslagen door haar zus Hannah. In september 2018 werd Barnes samen met haar zus Hannah, Alena Amialiusik, Elena Cecchini, Lisa Klein en Trixi Worrack met hun ploeg Canyon-SRAM wereldkampioen ploegentijdrijden in het Oostenrijkse Innsbruck.

### Privé
Alice Barnes is de jongere zus van oud-wielrenster Hannah Barnes; ze waren vier jaar lang elkaars ploeggenoten. Op 26 oktober 2023 trouwde Barnes met wielrenner Oliver Wood en gaat sindsdien door het leven onder zijn naam.

## Palmares

### Weg
2015- 5 zeges
 Brits kampioene op de weg, Beloften
 Brits kampioenschap op de weg, Elite
2016 - 1 zege
 Brits kampioene op de weg, Beloften
 Brits kampioenschap op de weg, Elite
2017 - 1 zege
1e etappe BeNe Ladies Tour
2018 - 1 zege
 Wereldkampioene ploegentijdrit (met Canyon-SRAM)
2019 - 2 zeges
 Brits kampioene op de weg, Elite
 Brits kampioene tijdrijden, Elite
2021 - 1 zege
3e etappe Setmana Ciclista Valenciana
2022
Puntenklassement EasyToys Bloeizone Fryslân Tour

### Veld
2013
 Brits kampioene, Junioren

### Mountainbike
2013
 Brits kampioene cross-country, Junioren

## Ploegen
- 2016 —  Drops Cycling Team
- 2017 —  Drops Cycling Team
- 2018 —  Canyon-SRAM
- 2019 —  Canyon-SRAM
- 2020 —  Canyon-SRAM
- 2021 —  Canyon-SRAM
- 2022 —  Canyon-SRAM
- 2023 —  Human Powered Health
- 2024 —  Human Powered Health

Barnes · Boddy · Butler · Cameron · Coleman · Dickinson · Durrell · George · Massey · Osborne · Payton · Shaw · Simpson · Van Twisk · Womersley
Barnes · Christian · Coleman · Durrell · Duyck · Holden · Massey · Osborne · Park · Parkinson · Payton · Ritter · Shaw · Simpson · Van Twisk · Womersley · Zorzi
Amialiusik · A. Barnes · H. Barnes · Cecchini · Cromwell · Erath · Ferrand-Prévot · Klein · Niewiadoma · Riffel · Ryan · Thorvilson · Worrack
Amialiusik · A. Barnes · H. Barnes · Cecchini · Cromwell · Erath · Ferrand-Prévot · Gafinovitz · Harris · Klein · Ludwig · Niewiadoma · Riffel · Ryan · Shapira · Thorvilson
Amialiusik · A. Barnes · H. Barnes · Cecchini · Cromwell · Erath · Ferrand-Prévot · Gafinovitz · Harris · Klein · Ludwig · Niewiadoma · Pratt · Riffel · Ryan · Shapira · Thorvilson
Amialiusik · A. Barnes · H. Barnes · Bradbury · Chabbey · Cromwell · Dygert · Harris · Harvey · Klein · Ludwig · Niewiadoma · Ryan · Shapira
Amialiusik · Barnes · Bossuyt · Bradbury · Chabbey · Cromwell · Dygert · Harris · Harvey · Klein · Niewiadoma · Oudeman · Paladin · Rooijakkers · Roy
Buysman · Christie · Christofórou · Clouse · Cordon-Ragot (vanaf 6/4) · Van 't Geloof · Kröger · MacPherson · Malcotti · Pikulik · Raaijmakers · Schmid · Vandenbulcke · Williams · Wood · Yonamine
Birjoekova · Borghesi (vanaf 2/7) · Christie · Cordon-Ragot · Doebel-Hickok · Edwards · Grossetête · Kasper · Malcotti · D. Pikulik · W. Pikulik · Raaijmakers · Ragusa · Williams · Wood · Zanardi · Zanetti